# Defeitos especiais
Defeitos especiais (en español, Defectos especiales) es el segundo álbum de estudio del grupo portugués de pop rock GNR. Salió a la venta en marzo de 1984. El LP consiste en nueve canciones originales, una cantada en inglés.

## Lista de canciones
| N.º | Título                                               | Duración |
| --- | ---------------------------------------------------- | -------- |
| 1   | Desnorteado                                          | 3:15     |
| 2   | I don't feel funky (anymore) (No siento (más) funky) | 3:42     |
| 3   | Piloto automático                                    | 3:11     |
| 4   | Absurdina                                            |          |
| 5   | A última vaga (La última ola)                        | 3:34     |
| 6   | Muçulmania (Musulmanía)                              |          |
| 7   | Mau pastor (Mal pastor)                              | 4:00     |
| 8   | Pershingópolis                                       | 3:56     |
| 9   | Quebra-gelo (Rompe-hielos)                           | 3:28     |

- Datos: Q8469031